# امرگاسا، باهیا
امرگاسا، باهیا (به پرتغالی: Amargosa, Bahia) یک سکونتگاه مسکونی در برزیل است که در باهیا واقع شده‌است.